# Jaime Bernard Burbon-Parmeński
Jaime Bernard Burbon-Parmeński (ur. 13 października 1972 w Nijmegen) – książę San Jaime, hrabia Bardi, książę Burbon-Parmeński, holenderski ambasador przy Stolicy Apostolskiej.

## Życiorys
Syn Karola Parmeńskiego (1930–2010) i Ireny – księżniczki holenderskiej (1939), córki królowej Holandii – Julianny i księcia holenderskiego – Bernharda. Ma siostrę bliźniaczkę – Małgorzatę, hrabinę Colorno, starszego brata – Karola (1970), księcia Parmy i młodszą siostrę – Karolinę (1974), księżniczkę Sali.
W 1981 rodzice Burbona-Parmeńskiego rozwiedli się, a on zamieszkał i dorastał z matką w pałacu Soestdijk.
5 października 2013 w Apeldoorn ożenił się z rodowitą węgierką, Viktórią Cservenyák, ur. w 1982. Para ma dwie córki: Zytę Klarę Burbon-Parmeńską (ur. 21 lutego 2014 w Amsterdamie) i Glorię Irenę Burbon-Parmeńską (ur. 9 maja 2016 w Rzymie).

### Kariera
Studiował nauki polityczne ze szczególnym uwzględnieniem stosunków międzynarodowych na Uniwersytecie Browna w Rhode Island i na Uniwersytecie Johnsa Hopkinsa w Baltimore, gdzie ukończył studia magisterskie z zakresu ekonomii międzynarodowej i zarządzania konfliktami.
7 lutego 2014 został mianowany ambasadorem Holandii przy „Stolicy Apostolskiej” i zaprzysiężony 15 lipca 2014 przez króla – Willema-Aleksandra. 20 grudnia 2014 zostało to potwierdzone przez papieża Franciszka.
Obecnie pracuje w Ministerstwie Spraw Zagranicznych, w Holandii. Wcześniej pracował jako sekretarz główny ambasady holenderskiej w Bagdadzie, zanim został doradcą politycznym misji pokojowej w Pol-e Chomri, w prowincji Baghlan, w północnej części Afganistanu.

## Honory i nagrody
- 2013: Krzyż Kawalerski Orderu Konstantyna;
- Wielki Krzyż za zasługi Świętego Ludwika;
- Krzyż Kawalerski Suwerennego Zakonu Maltańskiego;
- 2015: Wstęp do Bractwa – „Santa Maria dell'Anima”.